# Ţabarak-e Soflá
Ţabarak-e Soflá (persiska: طبرك سفلی) är en ort i Iran.   Den ligger i provinsen Chahar Mahal och Bakhtiari, i den centrala delen av landet, 400 km söder om huvudstaden Teheran. Ţabarak-e Soflá ligger 1 541 meter över havet och antalet invånare är 405.
Terrängen runt Ţabarak-e Soflá är bergig västerut, men österut är den kuperad. Ţabarak-e Soflá ligger nere i en dal. Runt Ţabarak-e Soflá är det ganska glesbefolkat, med 42 invånare per kvadratkilometer. Närmaste större samhälle är Jangeh, 18,4 km söder om Ţabarak-e Soflá. Omgivningarna runt Ţabarak-e Soflá är i huvudsak ett öppet busklandskap.